# Соціальна організація
Соціальна організація - це організація, яка має соціальну мету та спрямована на розв'язання соціальних проблем, задоволення потреб та інтересів конкретної групи людей або суспільства в цілому. Соціальні організації можуть бути різного типу та форми власності, включаючи громадські об'єднання, неприбуткові організації, благодійні фонди, громадські ініціативи, спілки, та інші. Вони працюють у сферах, таких як охорона здоров'я, освіта, допомога малозабезпеченим, культура, екологія, права людини, тощо. Соціальні організації грають важливу роль у вирішенні соціальних проблем і сприяють поліпшенню якості життя громадян і розвитку суспільства.

## Зміст поняття
Поняття організації в науці використовується у кількох значеннях:
1. організація відображає міру впорядкованості соціальної системи, показує, наскільки вона відійшла від самоорганізованості або дезорганізації;
2. організація є формою соціальних відносин і, врешті-решт, дає нам розуміння суті самого суспільства (проста кооперація, мануфактура, фабрика);
3. організація — процес налагодження зв'язків під час сумісної діяльності (організація роботи, організація відпочинку тощо);
4. організація — це соціальна група, яка створюється спеціально для виконання певної діяльності, а значить має мету та реалізує суспільну функцію.

Всі ці значення певним чином пов'язані, однак у соціології аналізується найчастіше останнє значення, на відміну від третього, котрим користується теорія менеджменту та маркетингу. Широко використовують термін «організація» також кібернетика, економіка, біологія та інші науки. Соціологія ж вивчає організацію під своїм специфічним кутом зору, аналізуючи соціальну поведінку індивідів, груп, утворень.
У межах соціології розроблена спеціальна соціологічна теорія (теорія середнього рівня) та відносно автономний напрям в теорії організації — соціологія організацій, яка намагається пояснити природу, механізми функціонування і розвитку організацій, спираючись на соціологічну теорію. В ній організація розглядається як соціальна інституція, система зв'язків і відносин між людьми, як частина соціального оточення людини. У сучасній науковій літературі існує безліч визначень організації, з яких зазвичай виділяються концепція організації як раціональної системи або системи, спрямованої на досягнення мети. Можна виділити чотири основні напрями у визначенні теорії організації:
- Відповідно до точки зору одного з основоположників сучасної американської теорії управління Ч. Барнарда[1], організація - це такий вид кооперації людей, котрий відрізняється від інших соціальних груп свідомістю, передбачуваністю та цілеспрямованістю. Барнард і його послідовники в основному розглядали спільні дії людей, їхню кооперацію, а вже потім необхідність досягнення цілей.
- Інший напрямок найкраще характеризує точка зору теоретиків організації Д. Марча і Г. Саймона[2], згідно з якою організація — це співтовариство взаємодіючих індивідів, яке є найпоширенішим в суспільстві і містить центральну координуючу систему. Висока специфічність структури та координація усередині організації відрізняють її від дифузних і неврегульованих зв'язків між неорганізованими індивідами. Все це надає організації схожості з окремим біологічним організмами.
- Американські соціологи П. Блау та В. Скотт представляють третій напрям у визначенні організації[3]. У цьому визначенні вказується основна, на їх думку, характеристика організації — те, що вона для досягнення специфічних цілей повинна бути формалізованою, тобто володіти формальною структурою.
- На думку американського дослідника організацій А. Етціоні, організації — це соціальні об'єднання, які свідомо конструюються і реконструюються для досягнення специфічних цілей, що характеризуються свідомим членством в організації та свідомими діями її членів[4].

На підставі перерахованих основних специфічних рис можна дати наступне визначення організації: організація — це соціальна група, орієнтована на досягнення взаємопов'язаних специфічних цілей і формування високоформалізованних структур на основі спеціалізації або розподілу праці.
Соціальну організацію можна визначити як цілісну функціонально-цільову систему, яка має притаманну їй соціальну структуру, свої функції й ієрархізовану взаємодію між індивідами, групами та структурними підрозділами, створену для задоволення суспільних потреб індивідів та всього суспільства. По суті, соціальна організація — це система свідомої координації цілей діяльності людей. У цьому визначенні зафіксовано дві важливі характеристики організації: те, що вона є певною соціальною спільнотою, групою та що ця спільнота має функціонально-цільову природу, оскільки створюється для реалізації певних цілей. Таким чином, соціальна організація є засобом забезпечення значущої поведінки людей для досягнення конкретної мети.
На думку польського соціолога Яна Щепаньського, соціальна організація будь-якої спільноти — це така сукупність зразків поведінки, настанов, соціальних ролей, засобів соціального контролю, яка забезпечує співжиття членів спільноти, гармонізує множину їхніх прагнень і дій у процесі задоволення потреб, а також сприяє розв'язанню проблем і конфліктів, які виникають під час спільного життя. Соціальна організація — це комплекс засобів, за допомогою яких спільнота підтримує внутрішню рівновагу, певний порядок у своєму середовищі.
Соціальна організація виявляється в різних вимірах суспільного життя. Не випадково автори, які оперують терміном «соціальна організація», позначають ним онтологічні аспекти суспільного буття. Залежно від контексту, де використовується цей термін, робиться акцент на його матеріальному (організація — це група), атрибутивному (організація — це упорядкованість) або поведінковому (організація — це процес) аспектах.
Отже, організація спільноти людей, наприклад соціальної групи, виявляється:
1) у розподілі соціальних дій відповідно до статусів та ролей у групі;
2) взаємодоповненні цих диференційованих дій;
3) стабільності, тривалості у часі статусної та ролевої структури;
4) відносній незалежності соціальних дій від персони, що їх виконує. Дія має відбуватися навіть тоді, коли повністю або частково змінюється склад групи;
5) факті, що певні відхилення від установлених дій викликають негативні санкції, а деякі — позитивні або взагалі не беруться до уваги. Негативні санкції — це осудження, іронія, догана, виключення з групи, позбавлення волі, страта. Позитивною санкцією може бути визнання, похвала, нагорода та ін.
Ступінь відхилення від усталених зразків соціальної дії, зміст і модальність санкцій є різними в різних групах, неоднакові для окремих категорій у межах тієї самої соціальної групи, для індивідів з різними соціальними статусами.
Всі ці прояви соціальної організації в групі свідчать про те, що діяльність людей в її межах зумовлена нормами та певними вимогами до того, як повинен діяти член спільноти в тій чи іншій ситуації. Ці норми складають систему, яка охоплює сферу права, моралі, звичаїв і регулює поведінку в соціальній групі та в суспільстві взагалі. Оскільки у своїх діях індивіди обмежені наявними соціальними відносинами, можна і соціальну організацію визначити як систему нормативно обумовлених і санкціонованих соціальних відносин між індивідами в межах групи, між окремим членом групи та груповими цінностями і, нарешті, між ним і представниками інших груп та їхніми цінностями.

## Характерні ознаки, притаманні соціальним організаціям
Соціальні організації є необхідними елементами соціальної структури суспільства, разом із соціальними спільнотами, соціальними групами та соціальними інституціями, проте не зводяться до жодного з них.
Багато соціологів називають соціальні організації різновидом соціальних інституцій. Хоча зміст поняття «соціальна інституція» є близьким до змісту поняття «соціальна організація», вони не тотожні. На цю обставину слушно звертає увагу польський соціолог Антоні Каміньський, підкреслюючи, що кожна соціальна інституція — це організація, однак не кожна соціальна організація є інституцією. Вони мають відмінні риси:
1. Соціальна організація утворена для реалізації певних цілей, прагне якомога швидше та ефективніше їх досягти, тобто вона є певним засобом вирішення завдань.
2. Члени організації розподіляються по ієрархічній драбині відповідно до статусів і ролей.
3. Соціальна організація виникає на основі поділу праці, її спеціалізації за функціональною ознакою. В цьому розумінні соціальна організація є формою соціальних відносин, яка змінюється відповідно до зміни типу суспільства та міри розвитку матеріального виробництва.
4. Кожна соціальна організація має певний координуючий орган або систему управління. Управлінські підсистеми формують свої механізми і засоби регулювання і контролю за діяльністю різних елементів організації.

Прикладами соціальної організації можуть бути будь-яка установа (суспільна, громадська тощо), кримінальна група, політична партія. Не є соціальною організацією народ, клас, нація, етнос, бо вони не мають ознак організації: конкретної мети, яка досягається певними людьми, програми дій, ієрархії, підлеглості, колективної ідентичності, чіткої процедури виконання обов'язків, соціальної структури (сукупність людей, які мають конкретні стосунки під час взаємодії), де статуси визначаються службовими посадами.

## Структура соціальної організації та її організаційні принципи
В соціальній організації можна виділити формальну та неформальну структури.
Формальна структура соціальної організації включає наступні елементи (компоненти):
- цілі організації;
- членів організації, або учасників;
- «організаторів», які утворюють управлінську ланку, «організаційне ядро» (дана ознака характерна для великих груп, для малих вона не є обов'язковою);
- сукупність взаємопов'язаних ролей (тобто кожен виконує свою частину спільної справи);
- правила, які регулюють поведінку людей;
- засоби діяльності (технічні, технологічні, інформаційні, фінансові та ін.), включно з технологією — систематизованим знанням корисних та найбільш раціональних способів практичних дій (прийомів, операцій, процедур);
- заданий алгоритм дій;
- систему взаємовідносин між членами організації, в першу чергу відносини влади-підпорядкування;
- впорядковані зв'язки з іншими організаціями, оточуючими соціальними групами та спільнотами (наприклад, з клієнтами), інституціями (наприклад, з державою), суспільством в цілому.

Неформальна структура — це організаційні характеристики та відносини, які не є складовою формальної структури організації, але впливають на її успіхи в досягненні мети. Неформальна структура організації може виникати спонтанно або бути результатом певної політики її членів. Для неформальної структури не характерна ієрархія влади, оскільки зв'язки в ній — громадські. Така структура не спирається на формальні правила, вона управляється вільно за допомогою суспільних норм. Комунікаційна схема, характерна для неформальної організації, отримала назву «виноградний кетяг». Така аналогія використовується тому, що канали неформальних зв'язків прокладають свій шлях вгору, вниз та через формальну структуру організації.
У побудові організації та її функціонуванні діють певні організаційні принципи:
- Цілісність організації. Це означає, що властивості системи не випливають виключно зі властивостей її елементів, що ціле має нові інтегративні властивості, які виникають внаслідок взаємодії елементів. Цілісність організації досягається за наявності єдиної мети, чіткої програми дій, спільних інтересів її членів.
- Оптимальне співвідношення функцій та організаційних структур. Цей принцип доповнює й розкриває зміст першого принципу. Цілісність може бути досягнута перш за все через оптимальне співвідношення основних елементів системи; його порушення призводить до порушення цілісності соціальної організації. Функція є реалізацією стійкої реакції організації на вимоги зовнішнього та внутрішнього середовища, а структура характеризує відносини компонентів організації. Оптимальне співвідношення структури та функцій забезпечує іманентність сталості, надійності організації і навпаки — суперечність між функціями та структурою руйнує організацію, створює умови для розвитку дисфункцій; відповідна функціям структура організації покликана поглинати дезорганізуючий вплив зовнішнього середовища (в тому числі й слабку соціальну ефективність права) та ослабити дію дисфункцій.
- Пристосування організації до умов суспільного життя. Кожна організація існує у специфічному фізичному, технологічному, культурному та соціальному оточенні. Вона повинна адаптуватися до нього та співіснувати з ним. Соціальна організація як суб'єкт суспільного життя у своїй діяльності взаємодіє з суспільством та окремими його елементами, які мають неоднакове значення для її розвитку. Без деяких зовнішніх умов організація взагалі не може існувати, інші не такі впливові. Тому будь-яка організація має враховувати особливості власної взаємодії з навколишнім зовнішнім середовищем, пристосовуючись до умов виживання.
- Відповідальність організації перед суспільством і суспільства перед організацією. Особливості взаємної відповідальності окреслено в установчих документах організації, контролюються керівними органами та зумовлюються правом. Окремими нормативними актами закріплено особливості взаємної відповідальності.
- Взаємодія підсистем, які управляють і якими управляють. В кожній організації досить чітко виокремлюються дві підсистеми — та, що управляє, і та, якою управляють. Це значить, що в кожній організації є відносини влади, тобто здатність одних людей впливати на інших індивідів і окремі групи. Система влади в організаціях, за правилом, має форму піраміди, на вершині якої перебуває підсистема, яка управляє, а нижче — різні рівні системи, якою управляють. На основі цієї ієрархії виникає драбина посадових залежностей: нижчі ланки персоналу підпорядковуються вищим посадовим структурам і особам. Додержання цього принципу посилює життєздатність організації, вдосконалює її діяльність. Порушення його призводить до негативних наслідків, які, врешті-решт, порушують цілісність організації. Доведено, що надмірна централізація влади веде до падіння відповідальності в різних підрозділах організації, невизначеність повноважень — до безсилля влади, а занижена відповідальність робить владу неконтрольованою.

## Типологія соціальних організацій
Типологія соціальних організацій, як і будь-якого іншого соціального явища, складна і різноманітна. За рядом критеріїв можна провести таку класифікацію (типологію) організацій:
- за функціонально-цільовою природою виділяють організації адміністративні (підприємства, установи) та спілчанські або асоціації (політичні, професійні, аматорські). У свою чергу підприємства й установи можуть бути економічними, соціальними, духовними тощо;
- за формами власності — державні, приватні, муніципальні та змішані;
- стосовно прибутку — прибуткові й неприбуткові; комерційні й некомерційні;
- за потенціалом, можливостями та необхідністю для суспільства — перспективні й неперспективні;
- за тривалістю існування — традиційні й нові;
- за розміром — малі, середні, великі;
- за характером соціальності — просоціальні та асоціальні (або позитивні та негативні);
- за мірою формалізації — формальні й неформальні.

За іншим підходом, усе різноманіття соціальних організацій можна класифікувати за різними підставами:
1. За роллю і місцем у системі суспільних відносин:
1.1. Промислово-господарські та фінансові організації. Промислові — це ті, які виробляють продукцію, — заводи, фабрики, кооперативи, фермерські господарства, артілі та ін. Фінансові організації забезпечують відносини між промисловими й іншими підприємствами за допомогою коштів. До них входять банки, страхові компанії, кредитні спілки тощо.
1.2. Адміністративно-управлінські. До них належать органи державної влади, місцевого самоврядування, податкові, контрольні, наглядові й інші організації.
1.3. Науково-освітні та науково-дослідні — вищі навчальні заклади, науково-дослідні інститути, наукові центри тощо.
1.4. Військові організації — ті, що виконують специфічні функції захисту, оборони країни.
1.5. Культурні організації, як правило, виконують культурні та виховні завдання. До них відносять: дитячі садки, ясла, гуртки самодіяльності, театри, філармонії, музеї, кінотеатри, телестудії тощо.
1.6. Організації соціальної сфери (охорони здоров'я, соціального забезпечення тощо).
2. Стосовно держави всі організації можна розподілити на:
2.1. Державні.
2.2. Недержавні (громадські). Останні у свою чергу поділяються на: політичні партії; асоціації (із захисту навколишнього середовища, прав споживачів, боротьбі зі СНІДом тощо); творчі спілки; добровільні товариства (історичні, любителів книги, філателістів і т. ін.); клуби.
3. За інтенсивністю соціального контролю всі організації можна розділити на:
3.1. Добровільні асоціації, метою яких є захист інтересів їх членів. Прикладом їх є професійні та релігійні об'єднання, політичні партії (за умов демократії), різні асоціації на кшталт наукових товариств, клуби за інтересами, самодіяльні колективи тощо. Американський соціолог Нейл Смелзер наводить три головні ознаки добровільних організацій:
- вони створені для захисту спільних інтересів їхніх членів;
- членство в організації є добровільним — люди можуть вільно входити до них і вільно залишати їх;
- організації цього типу не пов'язані з державними органами.

Щодо останньої ознаки, то вона властива далеко не всім добровільним організаціям, тому модифікується залежно від специфіки тієї чи іншої країни.
3.2. Тотальні (примусові) установи. Це таке об'єднання, входити до якого людей примушують, навіть якщо вони цього не бажають. Н. Смелзер зазначає, що якщо добровільні організації створюються для захисту певних інтересів своїх членів, то примусова організація формується для «загального» суспільного блага, сутність якого формулюється державою, церквою, іншими організаціями, що мають право уособлювати загальний інтерес. До них можна віднести такі організації, як шпиталі, будинки і санаторії для немічних людей, тюрми, виправні табори, різні типи примусових робіт для людей, небезпечних для суспільства, обов'язкову (не професійну) армію, обов'язкову школу тощо.
4. За мірою прояву особистих якостей у соціальних відносинах організації розподіляються на:
4.1. Офіційні (формальні). Формальна організація — це форма відносин всередині офіційно сформованого колективу, зафіксованих посадовими інструкціями, положеннями, наказами та розпорядженнями. Вона передбачає дотримання затверджених норм поведінки та взаємодію співробітників у межах такого колективу.
Структура формальної соціальної організації характеризується наступними властивостями:
- раціональність, тобто вона формується та діє ґрунтуючись на принципі доцільності, корисності, свідомого руху до певної мети;
- безособовість, тобто організація байдужа до індивідуальних особистісних особливостей своїх членів, оскільки розрахована на взаємовідносини, які встановлюються за заданою функцією;
- службові відносини, тобто передбачає та регулює лише службові відносини;
- функціональність, прагне у своїй діяльності та в комунікаціях до функціональних (необхідних, потрібних) цілей;
- наявність організаторів — осіб, які систематично займаються її управлінням, тобто має (в більшості випадків) управлінську ланку («ядро»), адміністративний персонал, який постійно відповідає за підтримання стійкості організації, координацію взаємодій між її членами та ефективність її діяльності як цілого.

Кожна формальна організація певною мірою є бюрократичною. Переваги бюрократичної системи полягають у тому, що вона надає управлінню організацією певної усталеності, впорядкованості, дисциплінованості, функціональної ефективності. Бюрократичність надає апаратній діяльності формально-раціонального характеру, вможливлює її планування й інструментально-методичне забезпечення, запровадження оптимальних методів управління. Призначення бюрократії полягає, зокрема, в тому, щоб бути носієм нормативного, впорядкувального начала в житті суспільства. Вона відіграє важливу соціальну роль в житті суспільства як фактор раціоналізації впорядкування, здатний подолати чи нейтралізувати соціальну стихію. Головний недолік бюрократії — відсутність гнучкості, шаблонність дій.
Інноваційність здатна знизити надмірний бюрократизм управлінських структур, але вона не завжди є притаманною усім організаціям. Таке становище характерне для більшості організацій сучасного суспільства, в яких досить тривалий час традиційно фіксується панування структури над функцією, вертикальних зв‘язків над горизонтальними, дублювання організаційного порядку тощо.
4.2. Неофіційні (неформальні), які ґрунтуються на взаємовідносинах та особистому виборі членів спільноти та характеризуються соціальною самостійністю. Неформальна організація — це система міжособистісних зв'язків, яка виникає через взаємний інтерес індивідів один до одного поза зв'язком із функціональними потребами. Тобто, це безпосередня, стихійно створена спільнота людей, яка ґрунтується на особистому виборі зв'язків і асоціацій між собою (товариські відносини, взаємна симпатія, любительські інтереси тощо).
Можна виокремити три основні риси даного явища:
- спонтанність, тобто незапланованість виникнення;
- існування та функціонування поряд (паралельно) з організацією формальноюб часто в середині останньої;
- головна особливість — неслужбовий, «неділовий» характер міжособистісних відносин.

Неофіційна організація значно впливає на офіційну та прагне змінювати відносини, що в ній склалися, за своїм бажанням. Організацію можна вважати тим ефективнішою, чим позитівнішим є відгук, одержаний офіційною стороною від неофіційної.
До особливого виду організацій належать злочинні угруповання. Вони мають і формальний (у тому значенні, що ролі досить чітко визначені і норми всім членам організації добре відомі), і неформальний (створені стихійно, не визнані державними органами) характер.
Французький соціолог Мішель Крозьє, вивчаючи розвиток і стратегії різних організацій, вивів два їх основних типи: механічний і органічний, які вельми нагадують офіційний і неофіційний види. На його думку, механічний тип організації характеризується такими ознаками: повна і точна (а значить, негнучка) схема виконання обов'язків кожним співробітником; слабкі зв'язки (як по вертикалі, так і по горизонталі) між співробітниками, які виконують рутинні (повсякденні) завдання; централізація влади на верхніх сходинках ієрархії, де розв'язуються перспективні й такі, що потребують творчих здібностей (не рутинні), проблеми. Цими рисами, як правило, володіють великі організації: державні структури, великі приватні підприємства.
Для органічного типу організацій характерне таке: схема виконання команд передбачає можливість зміни функцій співробітників залежно від їх компетенції; дуже розвинені зв'язки між людьми, які виконують складні й прості функції, а ієрархія (вертикальні зв'язки) — слабка; ухвалення рішень роздроблене: на кожному рівні начальник стимулює роботу та виконує функцію арбітра, але не командує і не вирішує. Такі організації краще пристосовані до змін у суспільстві, до мінливого ринку та технологій, що розвиваються, але не завжди є адекватними для діяльності великих трудових колективів і для персоналу з невисокою кваліфікацією.
В західній соціології розроблена дещо інша типологія організацій, яка включає їхні різноманітні моделі, запропоновані зарубіжними дослідниками. Найбільш відомі з них:
- Організація як трудовий процес (тейлоризм), основу якої складає блок «людина — праця». Поведінка робітника, згідно з цією моделлю, повністю детермінується ззовні за раціоналізованою схемою.
- Організація—машина, яка розглядає організацію як безособовий механізм, побудований із формалізованих зв'язків, статусів, цілей у вигляді багаторівневої адміністративної ієрархії. Така система передбачає повну керованість, контрольованість; людина в ній виступає не в конкретних проявах, а лише як абстрактна «людина взагалі» (А. Файоль, Л. Урвік та ін.).
- Організація—громада, де головним регулятором є прийняті в організації норми поведінки. Велику роль в цьому середовищі відіграють неформальні відносини у вигляді досить часто виникаючих неформальних асоціацій. Подібна організованість задовольняє соціальні потреби індивіда (у спілкуванні, визнанні, приналежності) та контролює його поведінку (через остракізм, засудження). Ця природна система слабко піддається управлінню, що діє попередніми методами. Вона є «організацією в організації» й єдино ефективним методом управління для неї є включення до цієї системи (Е. Мейо, Ф. Ротлісбергер та ін.).
- Соціотехнічна модель організації, яка ґрунтується на залежності внутрішньогрупових зв'язків від технології виробництва. Одночасно існує й вплив соціально-психологічної організації групи на її продуктивність.
- Інтеракціоністська модель організації, яка розглядається як система тривалих взаємодій між робітниками. Індивіди вносять до організації власні очікування та цінності в залежності від ситуації, впливаючи на цілі та структуру організації. В результаті формальних і неформальних взаємодій, значного впливу останніх, виникає велика невизначеність для управління, ризик для рішень (Ч. Барнард, Г. Саймен, Дж. Марч та ін.).
- «Природна» організація (ґрунтується на ідеях Т. Парсонса, Р. Мертона, А. Етціоні та ін.). Функціонування організацій розглядається як об'єктивний, самоздійснюваний процес, в якому суб'єктивне начало не є домінуючим. Під організованістю в межах цієї моделі розуміється гомеостатичний стан системи, котрий дає їй можливість самоналаштовуватися при зовнішніх або внутрішніх впливах. Більша роль у функціонуванні цієї організації належить спеціально не запланованим, стихійним факторам. Такий підхід дозволяє розглядати організацію як специфічне соціальне явище, яке розвивається за власними мало відомими закономірностями, внаслідок чого виникають численні непередбачені ситуації.
- Бюрократична модель організації М. Вебера, яка є близькою до моделі організація-машина; в основі цієї моделі знаходиться концепція раціоналізації («бюрократизації») поведінки людини в організаціях.

## Управління соціальною організацією
Управлінням організацією займаються спеціальні органи, завдання яких — контролювати діяльність всіх елементів, утримувати в допустимих межах відхилення окремих частин і організації в цілому від поставлених цілей, слідкувати за дотриманням норм і правил організації, застосовуючи різні методи, включно з винагородами та стягненнями.
Сучасні організації мають складну систему управління, яка включає наступні характеристики:
- вироблення стратегії управління організацією;
- управління персоналом організації;
- отримання, відбір та розподіл ділової та соціально значущої інформації;
- раціональний розподіл ресурсів організації;
- проведення кадрової політики;
- проведення ділових переговорів;
- впровадження принципів інноваційного управління;
- розповсюдження реклами;
- планування та проектування роботи в організації;
- контроль і координація дій робітників.

Це далеко не повний перелік функцій спеціаліста, який здійснює управлінську діяльність. Такі спеціалісти є ключовими фігурами в організації. Разом з тим, всередині організацій можуть складатися неформальні зв'язки й відносини, які виникають стихійно в результаті тривалого міжособистісного та внутрішньогрупового спілкування. Неформальні відносини слугують певним механізмом зняття напруги, який виникає через протиріччя між індивідуальними інтересами та жорсткими правилами формальної організації, але іноді вони можуть негативно вплинути на діяльність організації.
Таким чином, соціальна організація відіграє важливу роль в житті суспільства. За образним висловлюванням американського соціолога В. Вайта, сучасна людина — це «людина організації». Зі свого боку, організація потребує від неї орієнтації на раціональний стиль поведінки, компетентність, знання й уміння. При цьому соціологія покликана вирішувати соціальні проблеми оптимізації умов ефективного функціонування організацій.